# Ayyanur, Sindhnur
Ayyanur là một làng thuộc tehsil Sindhnur, huyện Raichur, bang Karnataka, Ấn Độ.